# Ullensvang
Ullensvang este o comună din provincia Hordaland, Norvegia.